# Föhrenbuck
Der Föhrenbuck (auch Hafenberg oder Schuttberg genannt) ist ein Schuttberg im Süden der Stadt Nürnberg, Bayern.

## Geografie
Der Föhrenbuck liegt direkt östlich des Bayernhafens Nürnberg. Er ist mit einer Höhe von 369 m ü. NN heute neben dem unscheinbaren Glasersberg (380 m) und dem Worzeldorfer Berg (387 m) die dritthöchste Anhöhe im Nürnberger Süden. Mit 60 m Schartenhöhe hat er jedoch die größere Dominanz. Im gesamten Stadtgebiet ist er nach dem Schmausenbuck (390 m) die vierthöchste Erhebung.

## Geschichte
Bis ins frühe 20. Jahrhundert hieß das dortige Gelände im Eibacher Forst, der zum Lorenzer Reichswald gehört, Wolfsgrube und Untere Vogelheerd. Das Gelände trug Nadelwald und war völlig flach in einem Urtal der Pegnitz gelegen. Im Bauboom der 1900er Jahre begann man die dortigen Sandvorkommen auszubeuten, was den nur wenige Kilometer nördlich entstehenden neuen Stadtvierteln zugutekam. Die Gruben wurden im Ersten Weltkrieg mit Hausmüll verfüllt, und unmittelbar südlich neue Sandgruben erschlossen. Ab 1943 wurden die Mülldeponien beständig mit Kriegsschutt überformt, der durch die Luftangriffe auf Nürnberg anfiel. In der Nachkriegszeit wurden dort weiter große Mengen Kriegsschutt aufgetürmt. In den 1950er und 1960er Jahren kamen auch fortwährend jährlich etwa 370.000 m³ weiterer Haus- und Industriemüll sowie Aushub hinzu, bis die unmittelbar südlich gelegene Deponie eingerichtet wurde. Ende der 1960er Jahre war die Aufnahmekapazität des Geländes erschöpft, der Schuttberg wurde um 1970 mit dem Aushub überdeckt, der beim Bau des Main-Donau-Kanales anfiel und erreichte seine endgültige Höhe von 369 m. In den 1980er Jahren wurde das Gelände renaturiert und die südlich der Deponie gelegenen, unverfüllt gebliebenen aufgelassenen Sandgruben 1992 als Naturschutzgebiet Sandgruben am Föhrenbuck ausgewiesen.

## Probleme
Da die Bedeckung des Deponieberges mit Aushub an manchen Stellen nur recht gering ist, dringt in diesen stets Regenwasser ein, was zu Belastungen des in den tieferliegenden Schichtungen des Urtales abfließenden Grundwassers führt. Die jüngere, südlich liegende Deponie wurde durch Versiegelungen und umfangreiche Abdeckungen bereits saniert. Die Belastungen werden, ebenso wie diejenigen an den weiteren Nürnberger Altlastendeponien, regelmäßig überwacht.

## Sonstiges
Das Gelände ist ganzjährig zu jeder Tages- und Nachtzeit frei zugänglich und bietet, dank seiner exponierten Lage, bei sichtigem Wetter eine famose Aussicht über das Hafengebiet im Westen, im Norden über die Nürnberger Altstadt hinweg bis zur Kaiserburg Nürnberg, im Osten bis zum Moritzberg und Dillberg am Rande der Oberpfalz und im Süden bis zum Heidenberg.
- 2009 kam am Föhrenbuck eine Radfahrerin zu Tode, die bei der Talfahrt stürzte.[5]
- 2015 brach ein Buschbrand aus, der etwa 900 m² Waldfläche vernichtete, bevor er eingedämmt werden konnte.[6]

## Verkehr
Der Föhrenbuck ist von Süden, Westen und Norden her nur zu Fuß, mit dem Fahrrad oder per Schiff zu erreichen. Von Osten her besteht (nur für Berechtigte) eine Zufahrtsmöglichkeit von der Kreisstraße N 1 her.
Seit den 1980er Jahren bedient der VGN die Bedarfshaltestelle Föhrenbuck. Dort wohnt zwar niemand, jedoch kommt diese Ausflüglern, Wanderern und den Kleingärtnern der östlich gelegenen Schrebergartenkolonie Königshof zugute.